# Mezoneurum benguetense
Mezoneurum benguetense là một loài thực vật có hoa trong họ Đậu. Loài này được (Elmer) Elmer mô tả khoa học đầu tiên năm 1908.